# Тораґай (грязьовий вулкан)
Тораґай — один з найбільших діючих грязьових вулканів Азербайджану, що знаходиться за 28 кілометрів від Гобустана і за 12 кілометрів від населеного пункту Чеїлдаг. Діаметр кратера вулкана становить близько 900 метрів, а висота самого вулкана — 402 метри.

## Опис
Тораґай — це найбільший вулкан Азербайджану. Вперше його діяльність була зафіксована у 1841 році. Наступні виверження вулкана відбувалися у такі роки: 1901, 13 березня 1924, 20 квітня 1932, 13 листопада 1947, 1950, 1984, 1985, влітку 1987 і липні 1988. У 2018 році було останнє виверження — перше 1 березня, потім два виверження у квітні. Період найбільшої активності вулкана припав на 1984—1988 роки, коли він вивергався чотири рази.

## Захист
15 серпня 2007 року президент Азербайджану видав розпорядження, на підставі якого було створено Державний природний заповідник «Грязьові вулкани» в Баку та на Апшеронському півострові (Bakı və Abşeron yarımadasının palçıq vulkanları qrupu Dövlət Təbiət qoruğu). Метою створення є захист території, де розташовані грязьові вулкани. Вулкан Тораґай був серед 43 інших охоронюваних вулканів.

## Туризм
Указ президента Азербайджану від 20 липня 2011 року зобов'язав Міністерство культури й туризму, Міністерство екології та природних ресурсів і Національну академію наук країни створити туристичний маршрут «Грязьові вулкани». У 2015 році видано ілюстрований атлас таких вулканів (азербайджанською, англійською та російською мовами).